# Christlich-Nationale Arbeitsgemeinschaft
Die Christlich-Nationale Arbeitsgemeinschaft (ChrNA) war eine kurzzeitig bestehende Fraktion während der 4. Wahlperiode des Reichstags in der Weimarer Republik. Sie wurde am 14. Dezember 1929 gegründet und bestand bis zum Ende der Wahlperiode durch die Auflösung des Reichstags am 18. Juli 1930.
Nachdem ein Teil der Mitglieder der Fraktion der Deutschnationalen Volkspartei (DNVP) ihrem Parteivorsitzenden Alfred Hugenberg bei der Abstimmung zum Entwurf eines „Gesetzes gegen die Versklavung des Deutschen Volkes“ im Zusammenhang mit dem Volksbegehren gegen den Young-Plan im Reichstag die Gefolgschaft verweigert hatte, wurden einige führende Mitglieder dieser Gruppe mit Ausschlussverfahren bedroht. Daraufhin verließen am 3. und 4. Dezember 1929 insgesamt 12 Abgeordnete die DNVP-Fraktion und bildeten die Deutschnationale Arbeitsgemeinschaft. Kurze Zeit später schlossen sich diese Mitglieder des Reichstags mit den neun bisher fraktionslosen Abgeordneten der Christlich-Nationalen Bauern- und Landvolkpartei zur Christlich-Nationalen Arbeitsgemeinschaft zusammen, um die Fraktionsstärke (mindestens 15 Mandate) zu erreichen. Im März 1930 trat noch der ehemalige DNVP-Abgeordnete Wilhelm Mönke der Fraktion bei, die damit 22 Mitglieder hatte.
Fraktionsvorsitzender war Hans-Erdmann von Lindeiner-Wildau. Die Fraktionsmitglieder gehörten unterschiedlichen Parteien an bzw. beteiligten sich an verschiedenen Parteigründungen wie der Konservativen Volkspartei und dem Christlich-Sozialen Volksdienst.